# Blowout (Tiefbohrtechnik)
Als Blowout wird ein unkontrolliertes Austreten von Bohrspülung, Erdöl oder Erdgas aus einem Bohrloch einer Bohr- oder Förderanlage bezeichnet. Auch das unkontrollierte Ausströmen von Gas oder Öl aus einer Speicherkaverne kann so bezeichnet werden, wenn es heftig stattfindet. Oft entzündet sich das Öl bzw. Gas bei einem Blowout-Ereignis. Der Auslöser für ein Blowout-Ereignis ist im Allgemeinen ein Unfall oder auch eine militärische Aktion.
Bis in die 1920er Jahre gab es noch keine Konzepte zur Verhinderung von Blowouts, die man auch „gusher“ nannte.

## Entstehung und Auswirkungen

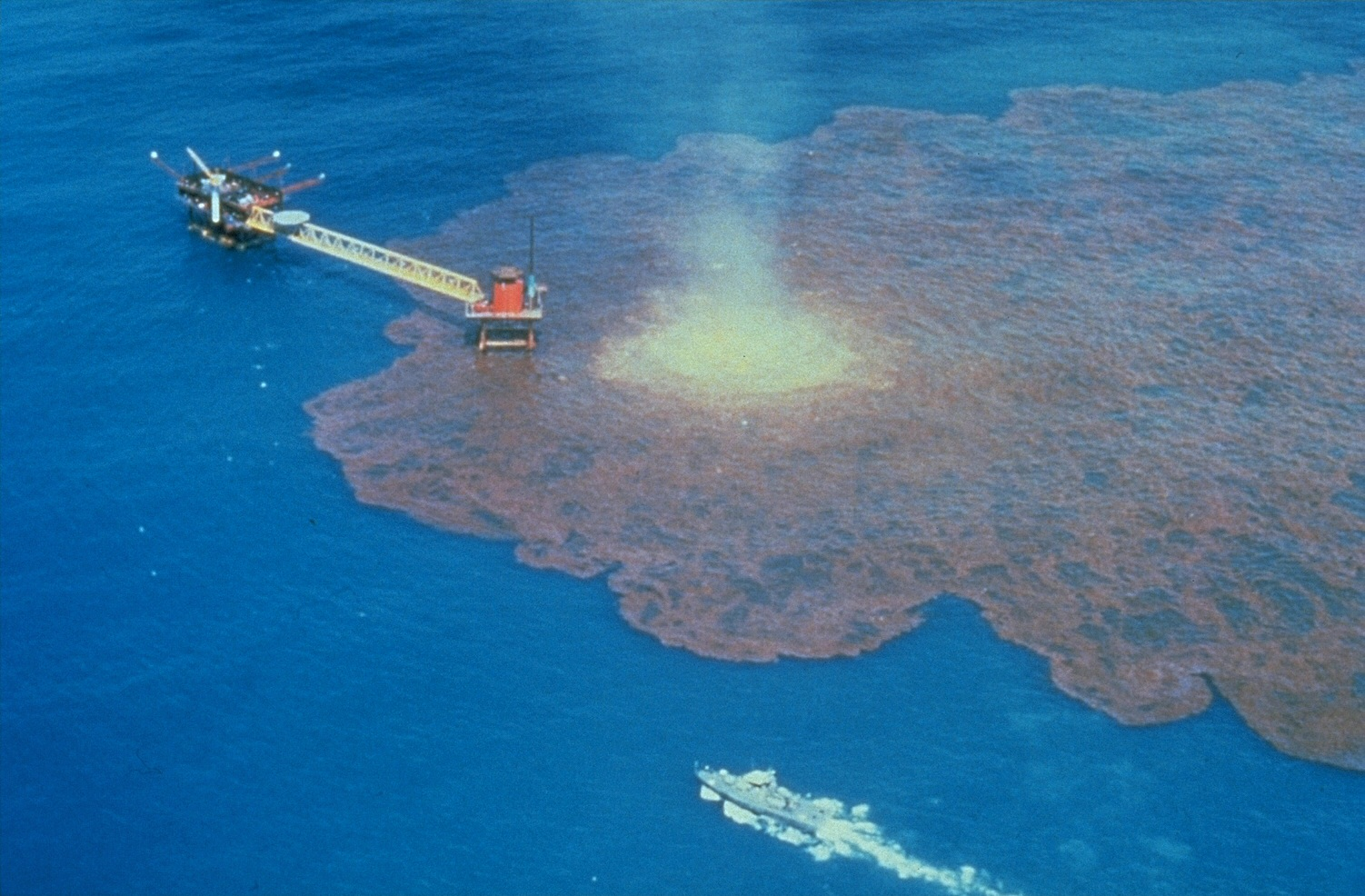
Unterseeischer Blowout an der Explorationsbohrung IXTOC I im Golf von Mexiko 1979. In der Folge dieses Vorfalls traten über zehn Monate hinweg mehrere Hunderttausend Tonnen Rohöl unkontrolliert aus.

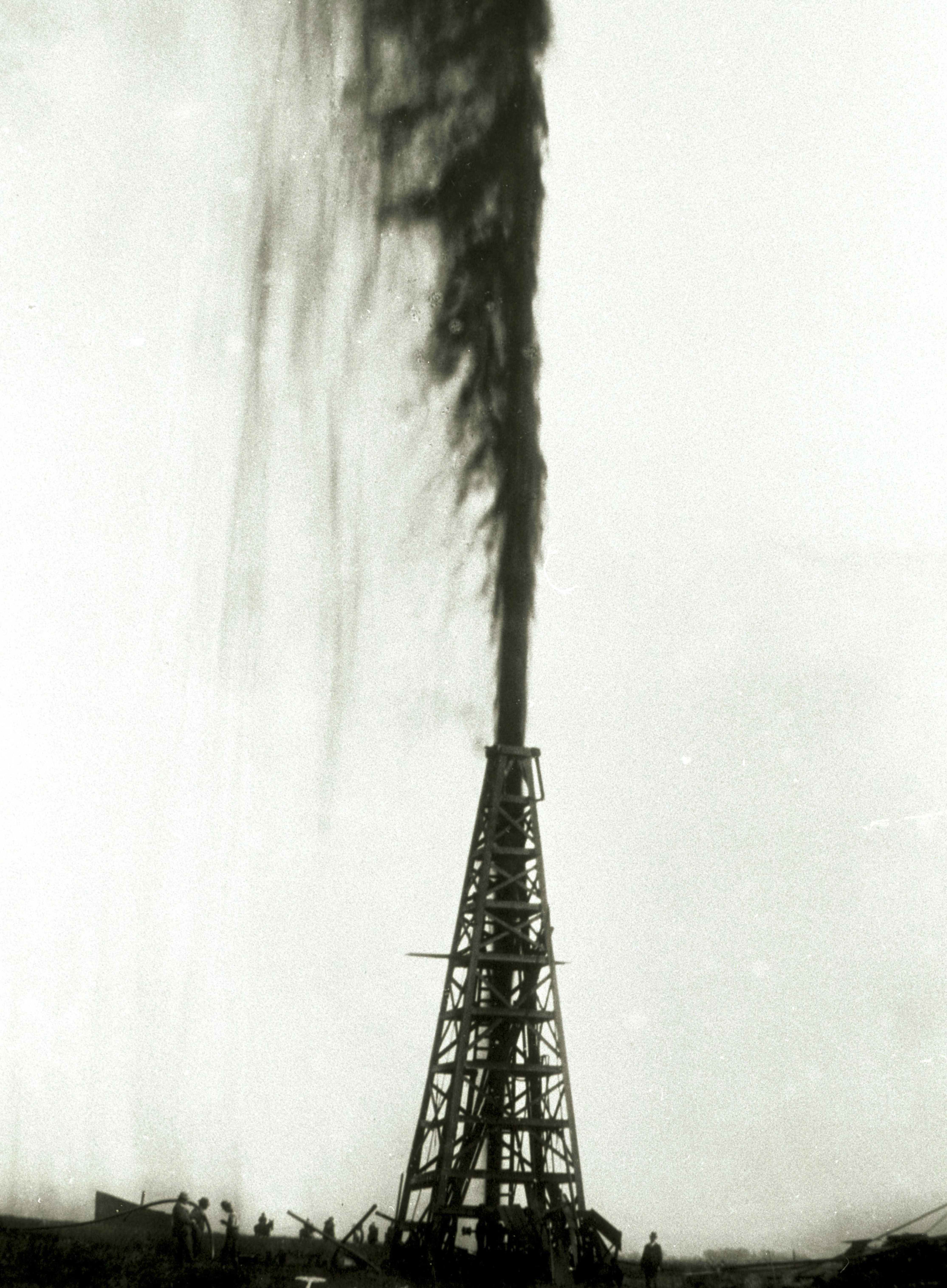
Der Lucas Gusher bei Spindletop, Texas (1901)

Öl- und Erdgaslagerstätten befinden sich unter gas- und flüssigkeitsdichtem Deckgebirge. Aufgrund der Last dieser Gesteinsmassen steht die darunter befindliche Gas- und Flüssigkeitsblase unter hohem Druck.
Dieser Druck wird bei der Bohrung kompensiert, indem das Bohrloch während der Bohrung mit Bohrflüssigkeit einer hohen Dichte ausgefüllt ist; das Gewicht dieser Flüssigkeitssäule erzeugt einen hydrostatischen Gegendruck. Im Verlauf von Öl- bzw. Gasbohrungen kommt es bisweilen zu unerwarteten Druckanstiegen durch nahegelegene Gas- oder Ölreservoire, die in das Bohrloch drücken.
Dies wird Kick genannt und erfordert eine unmittelbare Reaktion von Seiten des Bohrpersonals. Ein Kick kann durch Druckmessungen oder durch Beobachtung der Bohrflüssigkeitsmenge erkannt werden. Wichtigstes Element zur Beherrschung derartiger Druckanstiege ist der Blowout-Preventer, der als Reihe von kombinierten Absperreinrichtungen direkt über dem Bohrloch montiert ist.
Gelingt es nicht, den Kick zu stoppen, kommt es zum Blowout: Gas oder Öl strömen ungehindert ins Bohrloch und „blasen den Inhalt des Bohrlochs aus“. Die damit einhergehende Verdrängung der auflastenden Bohrflüssigkeit verschärft das Ungleichgewicht zunehmend.
Die Gefahr von Blowouts besteht darin, dass sich mit dem explosionsartig nach außen dringenden Flüssigkeitsstrom große Mengen Erdgas mit der Umgebungsluft zu einem hochexplosiven Gemisch verbinden; ein Funke oder heiße Gegenstände reichen aus, es zu entzünden.
Da Erdöl und Gas nun ungehindert nachströmen, kommt es zu einem nur mit großem technischen Aufwand löschbaren Feuer. Dabei kann durch die Explosion und das Feuer die gesamte Bohranlage in kürzester Zeit zerstört werden.
Kann ein Blowout nicht gestoppt werden, gelangen große Mengen an Öl und Gas unkontrolliert in die Umwelt, wo zumindest das Öl beträchtliche ökologische Schäden verursacht.

## Blowout-Ereignisse
- Hamm-Pelkum (Deutschland, 6. Juni 2018)[2][3][4][5][6]
- Elgin Wellhead Platform (Nordsee, 2012)
- Deepwater Horizon (Golf von Mexiko, 2010)
- Kuwait (Kuwait, 1991), Zweiter Golfkrieg: Das irakische Militär sprengte beim Abzug mehr als 700 Ölquellen.[7][8]
- Erdgasleck in der Nordsee (Schottische Küste, 1990, bis heute ungestoppt)
- Tengiz (Kasachstan/Sowjetunion, 1985)
- Frankenthal (Pfalz, Erdgasspeicher, 1980)
- IXTOC I (Golf von Mexiko, 1979)
- Ekofisk Bravo (Nordsee, 1977)
- Santa Barbara Oil Spill (Kalifornische Küste, 1969[9])
- Urta-Bulak (Usbekistan, 1963, beendet durch Kernwaffenexplosion)
- Marolterode (Thüringen/DDR, 1959)[10]
- Seria (Brunei, Juni 1945) Zweiter Weltkrieg: Japanisches Militär entzündet vor dem Abzug in Seria 37 Ölquellen.[11]
- Sonde von Moreni (Rumänien, 1929)
- Lakeview Gusher (Kalifornien/USA, 1910)